# 오가와 마키
오가와 마키 (小川摩起, 1983년 6월 29일 ~ )는 일본의 배우이다.

## 출연작

### 드라마
- 2003년~2004년 《폭룡전대 아바렌쟈》 리쥬엘 역